# Comté de Moody
Pour les articles homonymes, voir Moody.
Le comté de Moody est un comté situé dans l'État du Dakota du Sud, aux États-Unis. En 2010, sa population est de 6 486 habitants. Son siège est Flandreau.

## Histoire
Créé en 1873, le comté est nommé en l'honneur de Gideon C. Moody, président de la législature du territoire du Dakota et futur sénateur.

## Villes du comté
- Cities :
  - Colman
  - Egan
  - Flandreau
- Towns :
  - Trent
  - Ward

## Démographie
Selon l'American Community Survey, en 2010, 94,40 % de la population âgée de plus de 5 ans déclare parler l'anglais à la maison, 2,07 % l'espagnol, 1,92 % le dakota, 0,70 % l'allemand et 0,91 % une autre langue.
| 1880  | 1890  | 1900  | 1910  | 1920  | 1930  |
| ----- | ----- | ----- | ----- | ----- | ----- |
| 3 915 | 5 941 | 8 326 | 8 695 | 9 742 | 9 603 |

| 1940  | 1950  | 1960  | 1970  | 1980  | 1990  |
| ----- | ----- | ----- | ----- | ----- | ----- |
| 9 341 | 9 252 | 8 810 | 7 622 | 6 692 | 6 507 |

| 2000  | 2010  | - | - | - | - |
| ----- | ----- | - | - | - | - |
| 6 595 | 6 486 | - | - | - | - |